# Flavi Rufí Praetext (cònsol 448)
Flavi Rufí Praetext Postumià (fl. 448) va ser un polític de l'Imperi Romà .
Fill de Flavi Avit Marinià i la seva dona Anastasia i possiblement germà de Rufí Vivenci Gall.
Va ser cònsol l'any 448 per a l'est i l'oest.
La seva carrera la coneixem gràcies a una inscripció (CIL VI, 01761) trobada a Roma, on se'ns diu que va ser prefecte del pretori, candidat a questor, prefecte urbà, tribu i notari pretorià, i prefecte de la vila en deu ocasions